# Pilar Albarracín
Pilar Albarracín   (Sevilla, 27 de setembre de 1968) és una artista espanyola coneguda per les seves performances, vídeos, dibuixos, fotografies, brodats, collages i instal·lacions «enfocades cap a la construcció cultural de la identitat espanyola, especialment la de la dona andalusa».
L'escriptora Paula Achiaga  la nomenaria com una de les artistes espanyoles més controvertides. En paraules de la crítica d'art Rosa Martínez Delgado: «Pilar Albarracín revela el drama de les estructures de dominació i posa en evidència la violència exercida sobre les dones. Però no ho fa des d'un dogmatisme moralista, sinó des de la ironia o el sarcasme de visions surrealistes i apropiacions gracioses».

## Trajectòria artística
L'obra d'Albarracín examina la seva cultura i herència andaluses, fent referència a la societat i els seus símbols. En les seves performances incorpora la dansa, especialment el flamenc, i el vestuari típic regional. Hi ha també un component d'erotisme a la seva obra. Albarracín s'interessa pel feminisme i la sociologia.
Rosa Martínez escriu que les dones representades per Albarracín "han estat totes utilitzades o abusades per un sistema que les considera béns immobles o béns de consum". Durant les seves actuacions, sovint es transforma en arquetips de dones espanyoles, com a "pagesa, immigrant, dona maltractada, mestressa de casa, ballarina flamenca o cantaora de flamenc”. Gran part de l'obra d'Albarrasí tracta sobre la dona o de situacions que inclouen dones. Per exemple "Sang al carrer" (1992), on representa dones que han estat víctimes de violència al bell mig del carrer.
Amb altres mitjans, Albarracín també utilitza la roba femenina per a fer les seves accions. En la seva performance de 1999, Tortilla española, l'artista tallava el seu propi vestit i el cuinava en una "cerimònia d'auto-immolació". El 2012, Albarracín va crear "mandalas de ropa interior" per a peces de roba utilitzades originalment pels seus familiars. La sèrie es va dir El origen del Nuevo Mundo. L'artista destacava com la intersecció d'allò invisible, la roba interior quotidiana i la naturalesa sagrada del mandala, produïen una sensació d'ironia. També va ser una forma de fomentar la conversa: al demanar als seus familiars i amics la seva roba interior, els va induir a parlar obertament sobre la seva roba i els seus cossos.
Encara que la seva obra no està exempta de serietat, Albarracín difon la seva visió artística com a "plena de paròdies i tragicomèdies que s'aproximen al paroxisme catàrtic". Una d'aquestes peces és La cabra (2001), on representa una mena de "dansa salvatge" amb una bota que regalimava.
Altres de les seves obres significatives són La Noche 1002/ The Night 1002 (Fotografia en Color; 125 x 186 cm), Lunares, 2004 (Vídeo, Galerie Valloise, Paris) o Prohibido El Cante 2013 (Fotografia en Blanc i negre; 190 x 125 cm).
Albarracín tracta els símbols folklòrics andalusos amb ironia i humor, encara que es mostra a favor de tradicions no lliures de polèmica, com els toros.

## Exposicions
Un dels seus treballs inicials es va incloure en una exhibició col·lectiva anomenada "100%", que va tenir lloc en el Museu d'Art Contemporani de Sevilla (avui integrat en el Centre Andalús d'Art Contemporani) el 1993 comissariada per Mar Villaespesa. "100%" va ser considerada la primera exposició feminista celebrada a Espanya. Al maig de 2002, Albarracín va participar en l'exposició col·lectiva Argent et valeur -- le dernier tabou  (Diners i valor -l'últim tabú), comissariada per Harald Szeemann per al pavelló del Swiss National Bank de Suïssa en la Expo.02. El focus d'aquesta exhibició es centrava en examinar el valor dels diners en diferents cultures i societats.
El Nuevo Mundo, exposició celebrada en la Galerie Georges-Philippe et Nathalie Vallois de París en 2012, va ser el començament del seu reconeixement internacional com a artista. En ella va exhibir mandales creades amb mitges que tractaven de mostrar la construcció cultural de la dona espanyola. Va tornar a exposar-la l'any 2014 en la Galeria Javier López & Fer Francés de Madrid.
Entre juny i setembre del 2016 va exposar al Centre d'Art Contemporani de Màlaga Ritos de fiesta i sangre on es recopilava l'obra dels seus darrers 15 anys.
A la seva tercera exposició en solitari, La calle del infierno, Albarracín es va submergir a la seva ciutat natal, Sevilla, i en els seus personatges tradicionals. Celebrada novament a la Galerie Georges-Philippe et Nathalie Vallois de París, les seves obres es van exposar de març a l'abril del 2015.
El 2017 va presentar a la Galerie Georges-Philippe et Nathalie Vallois de París Fandango por venas y arterias, Sèrie Anatomía Flamenca que va consistir en una performance de flamenc tradicional.
La seva primera retrospectiva es va celebrar al centro de arte Tabacalera Promoción del Arte de Madrid entre novembre de 2018 i gener de 2019. Amb el nom Que me quiten lo bailao es van recopilar els seus 25 anys de creació.
L'obra d'Albarracín es mostra en les col·leccions del Musée  d'Art Moderne de la Ville de Paris, el Artium Museum, el Museo de Arte Contemporáneo de Castilla y Lleón, el Centre Andalús d'Art Contemporani de Sevilla, el Centre d'Art Contemporani de Màlaga i en moltes altres col·leccions privades. El 2005 va ser convidada a la Biennal de Venècia i a la Moscow Biennale of Contemporary Art.
Les seves creacions s'han exhibit també en llocs com el Macedonian Museum of Contemporary Art a Tessalònica (Grècia), el Contemporary Arts Center de Nova York, el Centri National d'Art et du Paysage de Vassivière o el Modern Sanat Muzesi d'Istanbul. Altres exposicions significatives d'Albarracín es van celebrar a la Fundació La Caixa (2002), a les Reales Atarazanas de Sevilla (2004) i la Maison-Rouge a París (2008).
El 2018 va participar a l'exposició col·lectiva La NO comunidad organitzada per l'Ajuntament de Madrid en CentrroCentro, on amb forma d'assaig aborda el tema de la solitud en el tardocapitalisme.

## Publicacions
Albarracín va ser triada per a participar en la sèrie Mécénat Altadis el 2002, on es va centrar en la identitat i l'estatus de la dona en la cultura andalusa. En aquest treball, la creadora fa servir la ironia per a donar sentit a objectes quotidians com una cassola o un mirall.
El 2003 va publicar Pilar Albarracín i el 2008 Cadencia Mortal, resultat de l'exposició que es va celebrar a París en la qual qüestionava a la societat espanyola, els rols tradicionals de gènere i la identitat sexual a través del vídeo, la performance, l'escultura, la fotografia i la instal·lació.
Va publicar Recuerdos d'Espanya el 2010 per a catalogar la seva exposició a Tòquio, el Japó. Utilitza els estereotips xinesos de la cultura espanyola d'una manera sarcàstica i irònica per a revelar la naturalesa problemàtica del turisme per la cultura andalusa.